# Вероучение 1985 года
Вероучение евангельских христиан-баптистов (Вероучение 1985 года) — официальное вероучение ВСЕХБ и его преемника РС ЕХБ. Было принято в 1985 году.

## Предыстория
Принятие в 1966 году Вероучения Каргеля в качестве официального вероучения ВСЕХБ было обусловлено не столько богословскими причинами, сколько сложившейся ситуацией внутри и вовне братства евангельских христиан-баптистов. Съезд 1966 года, на котором было утверждено Вероучение Каргеля, стал кульминацией попыток ВСЕХБ преодолеть разделение ЕХБ и воссоединиться с отколовшейся частью братства в виде СЦ ЕХБ. Чтобы убедить «инициативников» пойти на примирение, съезд принял новый, гораздо более демократичный Устав, обновил персональный состав руководителей ВСЕХБ и утвердил Вероучение.
Перед утверждением Вероучения на съезде 1966 года генеральный секретарь ВСЕХБ А. В. Карев заявил: «Начиная с этого съезда мы будем вырабатывать нашу догматику, в основу которой мы положим первый камень — вероучение, изданное еще в 1913 году покойным И. В. Каргелем».
Предполагалось пользоваться Вероучением Каргеля до тех пор, пока не будет разработано более детальное изложение вероучения. Однако Карев не спешил начинать эту работу. Так, проповедуя о единстве Церкви Христовой в октябре 1969 года (в преддверии следующего съезда ВСЕХБ, прошедшего в декабре 1969 года) Карев утверждал:
«Многие христиане считают сущностью христианства догматику, то есть вероучение. Но так как церкви, существующие на земле, разнятся друг от друга своими вероучениями, то догматика, как мы ее ни ценим высоко, может являться и, к сожалению, является поводом, разделяющим верующих, поскольку одна церковь по одному вопросу учит так, другая иначе, а третья еще иначе.
Мы все должны знать, что различные вероучения останутся до пришествия Христа, то есть до того дня, когда Сам Христос даст Своей Церкви Свое единственно истинное и верное вероучение.
Мы должны помнить великую истину, о которой мы читаем в 1Кор.13:9, а именно: что здесь, на земле, мы знаем только „отчасти“. Поэтому абсолютно совершенных вероучений на земле не существует, и из-за различного понимания духовных вопросов христиане не должны ломать копья».
Можно предположить, что этот пассаж Карева был ответом на непубличную дискуссию в руководстве ВСЕХБ о необходимости разработки нового вероучения и включении этого вопроса в повестку предстоящего съезда.
В пользу этого предположения говорит тот факт, что в 1968 году по поручению А. В. Карева началось написание учебника догматики для только что открывшихся Заочных библейских курсов (авторы А. М. Бычков и А. И. Мицкевич сделали компиляцию из книг Уильяма Эванса и Эдгара Янга Муллинса, учебник был выпущен в 1970 году). А также факт, что вопрос о составлении нового вероучения был поднят на съезде 1974 года — следующем после смерти А. В Карева.

## Причины и проблемы
Один из составителей нового Вероучения, А. М. Бычков, утверждал, что вероучение «будет содействовать более правильным взглядам на все вопросы духовного служения» и послужит «для дальнейшего совершенствования вероустройства и порядка в нашем братстве».
Длительный срок, прошедший с момента принятия решения о составлении нового Вероучения (1974 год) до момента его окончательного утверждения (1985 год), говорит о том, что главной причиной, видимо, было желание навести порядок в богословии. Богословие не было сильной стороны ВСЕХБ: на протяжении столетней истории евангельского-баптистского движения в России общины практически всё время были вынуждены развиваться в условиях притеснений. Они больше были заняты борьбой за выживание и строительством общин, а вопросы догматики отошли на второй план. В одной церкви проповедники порой могли в проповедях утверждать взаимоисключающие доктрины. Неудивительно, что в относительно спокойный период 1970-х годов, после окончания хрущёвской антирелигиозной кампании, евангельские христиане-баптисты попытались наверстать упущенное.
В то же время государство, хотя и более мягко, продолжало довлеть над верующими и им приходилось с этим считаться. Так, составителями нового Вероучения была предпринята попытка догматизировать антипацифистскую доктрину, обязывавшую верующих служить в армии с оружием в руках невзирая на свои убеждения.
Ещё одной проблемой, стоящей перед составителями нового Вероучения, являлось богословское разнообразие общин, входивших во ВСЕХБ. Фактически они принадлежали хотя и близким, но всё-таки разным конфессиям.

## Процесс составления
Первое упоминание о работе над новым Вероучением было опубликовано в официальном журнале ВСЕХБ «Братский вестник» в 1978 году, — в докладе генерального секретаря ВСЕХБ А. М. Бычкова пленуму ВСЕХБ. Бычков сообщил, что над Вероучением проводится большая работа в соответствии с решением 41-го съезда. Примечательно, что в опубликованных в «Братском вестнике» материалах самого 41-го съезда, прошедшего 4 годами ранее, в 1974 году, ничего о таком решении не сообщалось.
Как утверждает Вальтер Заватски, проект Вероучения был подготовлен и одобрен рядом поместных церквей уже к 42-му съезду, проходившему 18-20 декабря 1979 года, однако руководство не решилось его обнародовать. Вместо этого на съезде выступил А. И. Мицкевич с рассказом о работе специальной комиссии. При составлении нового проекта были использованы вероучения И. Онкена, И. Каргеля, И. Проханова, а также вероучения баптистских союзов других стран.
«Данное Вероучение ЕХБ должно стать пособием для служителей церквей в деле воспитания верующих в здравом учении, свободном от различных лжеучений и ересей. К сожалению, потребуется еще немало времени, чтобы проект нового Вероучения можно было окончательно представить съезду на утверждение», — сказал Мицкевич.
Проект Вероучения был опубликован в журнале «Братский вестник» № 4 за 1980 год с пометкой: «Печатается в порядке обсуждения. Все замечания и предложения просим присылать в редакцию».
Во ВСЕХБ стал поступать замечания и предложения по изменениям в проект от церковных советов и отдельных служителей. На ежегодных пленумах ВСЕХБ, в числе прочих, обсуждались и вопросы, связанные с изменениями в проект.
Окончательно Вероучение было утверждено на 43-м съезде ВСЕХБ, проходившем 21-23 марта 1985 года.
Сравнение текстов проекта и утверждённого Вероучения показывает, что в ходе доработки проект был существенно изменён и сокращён. Наиболее принципиальным изменением стало удаление из проекта утверждения об обязательности отбывания воинской повинности для верующих.

## Авторы
Авторство было коллективным. Над Вероучением работала специальная комиссия, состав которой менялся. На первом этапе комиссию возглавлял А. М. Бычков, ко времени окончательного утверждения — Я. К. Духонченко. Предположительно, основными авторами были А. М. Бычков, Я. К. Духонченко и А. И. Мицкевич.
Состав комиссии в 1979 году: А. М. Бычков, М. Я. Жидков, Я. К. Духонченко, О. А. Тярк и др..
Состав комиссии в 1981 году: А. М. Бычков — рук. комиссии, Я. К. Духонченко, В. Е. Логвиненко, Н. А. Колесников, Р. П. Вызу, К. С. Седлецкий, И. С. Гнида, Я. Я. Фаст, Д. Л. Вознюк, Т. Ф. Квиринг, Б. И. Билас, Я. Э. Тервитс.

## Содержание
- Текст Вероучения в редакции 1992 года на сайте РС ЕХБ.

## Более поздние редакции
- В 1992 году Вероучение было вновь опубликовано в «Братском вестнике» — в новый вариант были внесены небольшие поправки стилистического характера[13].
- На съезде РС ЕХБ 2014 года были рассмотрены новые поправки, предложенные офисом РС ЕХБ и Самарской семинарией ЕХБ.